# Lista de arranha-céus de Montreal

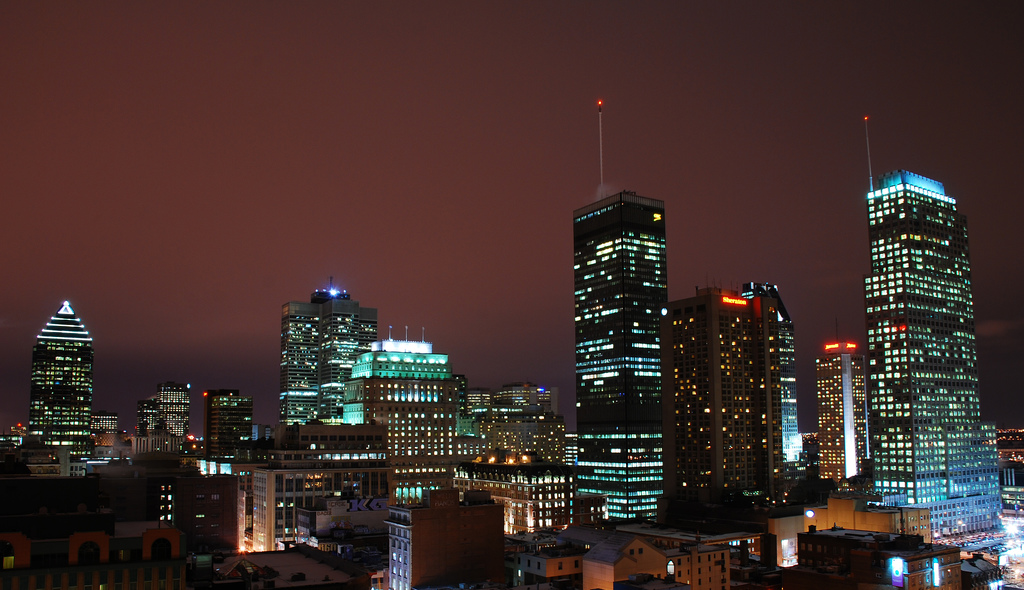
Arranha-céus no centro de Montreal à noite.

Esta é uma lista dos edifícios mais altos de Montreal, que classifica os arranha-céus da cidade canadense de Montreal, Quebec por altura. Atualmente existem 21 edifícios e estruturas em Montreal maiores que 122 metros (400 pés). O edifício mais alto da cidade, com 51 andares e 205 metros de altura (673 pés) é o 1000 de La Gauchetière.
Regulamentos municipais proíbem que qualquer construção exceda a altura do Monte Royal, ou 233 metros (764 pés) acima do nível do mar. A altura acima do solo é ainda limitada na maioria das áreas, sendo que poucos podem exceder os 120 metros de altura. O limite máximo é atingido atualmente pelo 1000 de La Gauchetière e pelo 1250 René-Lévesque, sendo que este último é menor, mas foi construído em terrenos mais altos. A única maneira de construir prédios mais altos que respeitem esse limite seria a construção na parte mais baixa do centro da cidade, próximo ao Tour de la Bourse; a altura máxima seria em torno de 210 metros.
A história dos arranha-céus em Montreal começou com a conclusão do New York Life Insurance Building, com oito andares, em 1888. A maior parte da construção de arranha-céus em Montreal ocorreu em dois períodos: do final da década de 1920 ao início da década de 1930 e mais tarde no início dos anos 1960 até o início da década de 1990.

## Mais altos atualmente
Esta lista classifica os arranha-céus de Montreal que tenham pelo menos 122 metros (400 pés) de altura, com base na medição da altura padrão. Isso inclui detalhes da arquitetônicos, mas não inclui postes de torres de antena. Um sinal de igual (=) na sequência da posição indica a mesma altura entre dois ou mais edifícios. A coluna "Ano" indica o ano em que o edifício foi concluído.
| Posição | Nome                               | Imagem                         | Altura m (ft) | Andares | Ano  | Notas |
| 1       | 1000 de La Gauchetière             | 1000 de La Gauchetière         | 205 (673)     | 51      | 1992 | O edifício mais alto do Canadá a leste de Toronto. O edifício mais alto construído em Montreal na década de 1990. Está no limite da altura máxima permitida pela cidade.                                                                                  |
| 2       | 1250 René-Lévesque                 | 1250 René-Lévesque             | 199 (653)     | 47      | 1992 | Originalmente conhecido como IBM-Marathon Tower, este edifício é o quinto mais alto do Canadá, quando sua torre é considerada na medição, totalizando 226 metros (743 pés) de altura.                                                                     |
| 3       | Tour de la Bourse                  | Tour de la Bourse              | 190 (623)     | 47      | 1964 | O edifício mais alto do Canadá até a conclusão da Toronto-Dominion Bank Tower em Toronto. O mais alto edifício de concreto armado do mundo até a conclusão da Lake Point Tower em Chicago. O mais alto edifício construído em Montreal na década de 1960. |
| 4       | 1 Place Ville-Marie                | Place Ville-Marie              | 188 (617)     | 47      | 1962 | O mais alto edifício do Canadá até a conclusão da Tour de la Bourse. |
| 5       | Tour CIBC                          | Tour CIBC                      | 187 (613)     | 45      | 1962 | Com sua antena incluída mede 250 metros (820 pés). O mais alto edifício do Canadá e de toda a Comunidade Britânica quando concluído em 1962. Foi superado no prazo de um ano pelo Place Ville-Marie.                                                      |
|         | Tour de Montréal                   | Tour de Montréal               | 175 (574)     | 20      | 1987 | O Tour de Montréal é a torre inclinada mais alta do mundo. |
| 6       | 1501 McGill College                | 1501 McGill College            | 158 (519)     | 36      | 1992 | [ 14 ] [ 15 ] |
| 7       | Torre Sul do Complexe Desjardins   | Complexe Desjardins South      | 152 (499)     | 40      | 1976 | O mais alto edifício construído em Montreal na década de 1970. |
| 8       | Tour KPMG                          | Tour KPMG                      | 146 (479)     | 34      | 1987 | Originalmente conhecido como Maison des Coopérants e depois como Place de la Cathédrale. O mais alto edifício construído em Montreal na década de 1980.                                                                                                   |
| 9       | Marriott Château Champlain         | Marriott Château Champlain     | 139 (454)     | 38      | 1967 | Mais alto hotel em Montreal. |
| 10      | Tour Telus                         | Tour Telus                     | 136 (445)     | 34      | 1962 | Originalmente conhecido como CIL House. |
| 11      | Maison Astral                      | Place Montreal Trust           | 134 (440)     | 34      | 1988 | Originalmente conhecido como Place Montreal Trust. |
| 12      | 500 Place D'Armes                  | Le Tour de la Banque Nationale | 133 (435)     | 32      | 1968 | Originalmente conhecido como Tour Banque Canadienne Nationale. |
| 13      | Torre Leste do Complexe Desjardins | Complexe Desjardins Tour Est   | 130 (427)     | 32      | 1976 | [ 28 ] [ 29 ] |
| 14=     | Tour Scotia                        | Tour Scotia                    | 128 (420)     | 29      | 1990 | [ 30 ] [ 31 ] |
| 14=     | Tour de la Banque Nationale        |                                | 128 (420)     | 28      | 1983 | Le Tour de la Banque Nationale e 700 de la Gauchetière são as mais altas torres gêmeas de Montreal. |
| 14=     | 700 de La Gauchetière              |                                | 128 (420)     | 28      | 1983 | Le 700 de la Gauchetière e Tour de la Banque Nationale são as mais altas torres gêmeas de Montreal. Anteriormente conhecido como Tour Bell Canada. |
| 14=     | Centre Mont-Royal                  |                                | 128 (420)     | 28      | 1974 | [ 36 ] [ 37 ] |
| 18      | Tour Terminal                      |                                | 125 (410)     | 30      | 1966 | [ 38 ] [ 39 ] |
| 19=     | Sun Life Building                  | Sun Life Building              | 122 (400)     | 26      | 1931 | O mais alto edifício de Montreal de 1931 até a conclusão do Tour CIBC em 1962. O mais alto edifício construído na cidade antes dos anos 1960. |
| 19=     | Le Port Royal                      | Le Port Royal                  | 122 (400)     | 33      | 1964 | O mais alto edifício residencial do Canadá a leste de Toronto. Em breve deve ser superado pelo Altitude Montreal e Marriott Courtyard Montréal Centre-ville                                                                                               |

## Mais altos em construção, propostos e aprovados

### Em construção
A seguir está uma lista de edifícios que estão em construção em Montreal e cuja altura planejada deve superar 100 metros (328 pés).
|   | Nome                     | Altura m / ft | Andares | Ano  | Notas                                                                         |
| - | ------------------------ | ------------- | ------- | ---- | ----------------------------------------------------------------------------- |
| 1 | Marriott Courtyard Hotel | 136 / 446     | 40      | 2012 | Quando completo, será o mais alto edifício construído em Montreal desde 1992. |
| 2 | Altoria                  | 130 / 427     | 35      | 2014 | A preparação do local iniciou em maio de 2011.                                |
| 3 | Altitude Montréal        | 124 / 407     | 33      | 2012 | A preparação do local iniciou em abril de 2010.                               |
| 4 | Évolo                    | 102 / 335     | 31      | 2012 | Construção começou em janeiro de 2011.                                        |

### Aprovados
A seguir está uma lista de edifícios que foram aprovados e cuja altura planejada deve superar 100 metros (328 pés).
|   | Nome                                       | Altura m / ft | Andares | Ano  | Notas                            |
| - | ------------------------------------------ | ------------- | ------- | ---- | -------------------------------- |
| 1 | Place University St-Jacques                | 140 / 459     | 30      |      | [ 47 ]                           |
| 2 | Place de la Cité Internationale (Phase II) | 128 / 419     | 31      |      | [ 48 ]                           |
| 3 | Waldorf Astoria Montreal                   | 120 / 394     | 34      | 2013 | Vendas iniciam no verão de 2011. |
| 4 | 900 de Maisonneuve West                    | 114 / 374     | 28      |      | [ 50 ]                           |

### Propostos
A seguir está uma lista de edifícios que foram propostos e cuja altura planejada supera 100 metros (328 pés).
|    | Nome                  | Altura m / ft | Andares | Ano  | Notas  |
| -- | --------------------- | ------------- | ------- | ---- | ------ |
| 1  | Bell Centre Tower 1   | 154 / 505     | 44      | 2013 |        |
| 1= | Bell Centre Tower 2   | 154 / 505     | 44      | 2013 |        |
| 3  | Windsor Station Tower | 133 / 436     | 27      | 2014 |        |
| 4  | 1215 Phillips Square  | 125 / 410     | 30      |      | [ 51 ] |
| 5  | Hilton Montreal       | 120 / 394     | 38      |      |        |

## Linha do tempo dos edifícios mais altos

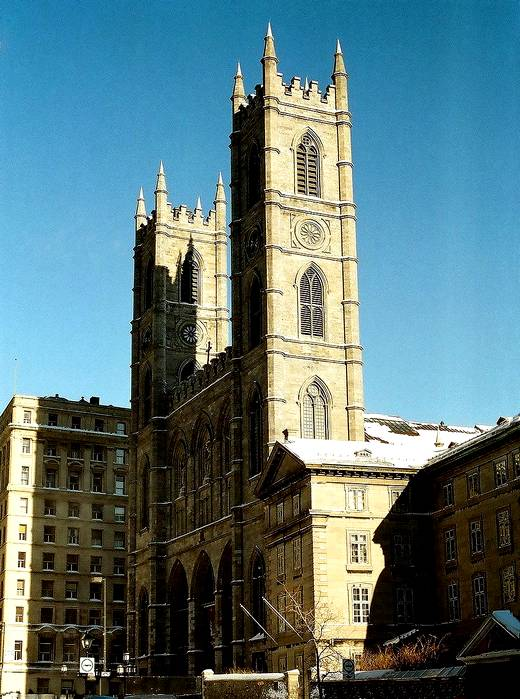
A Basílica de Notre-Dame foi o edifício mais alto de Montreal desde a sua construção em 1829 até 1928.

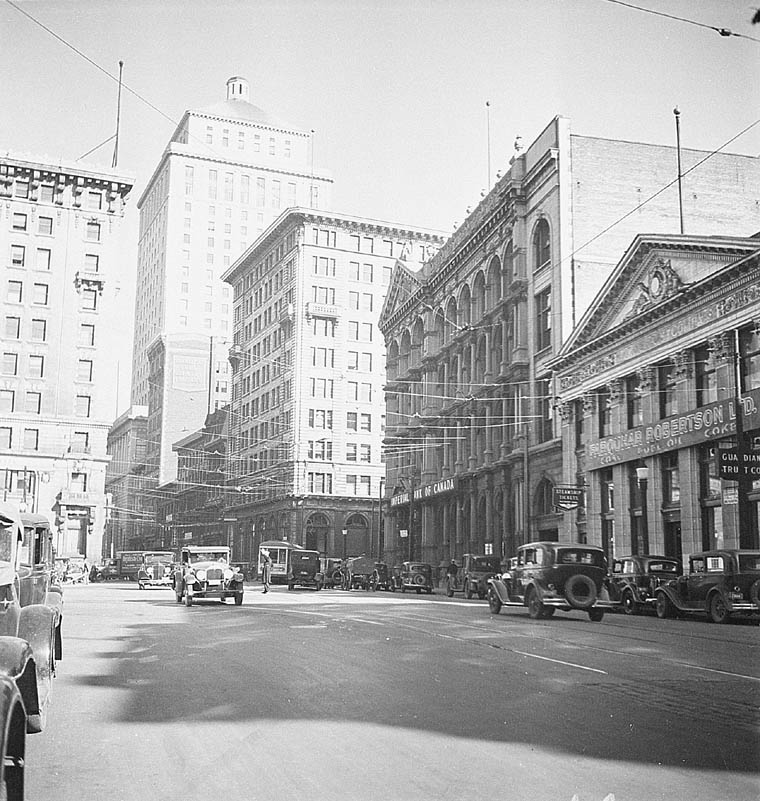
A Tour de la Banque Royale, o edifício mais alto de Montreal de 1928 a 1931 e o primeiro edifício a superar a Basílica de Notre-Dame em altura.

Esta é a lista de edifícios de detiveram o título de edifício mais alto de Montreal em tempos passados.
| Nome                     | Endereço                          | Anos como mais alto | Height m / ft | Andares               | Referência    |
| Basílica de Notre-Dame   | 110 Notre-Dame Street West        | 1829–1928           | 69 / 226      | 7                     | [ 52 ] [ 53 ] |
| Tour de la Banque Royale | 360 Rue Saint-Jacques West        | 1928–1931           | 121 / 397     | 22                    | [ 54 ] [ 55 ] |
| Sun Life Building        | 1155 Rue Metcalfe                 | 1931–1962           | 122 / 400     | 26                    | [ 40 ] [ 41 ] |
| Tour CIBC                | 1155 René Lévesque Boulevard West | 1962                | 187 / 613     | 45                    | [ 11 ] [ 12 ] |
| Place Ville Marie        | 1 Place Ville-Marie               | 1962–1964           | 188 / 617     | 47 (originalmente 44) | [ 9 ] [ 10 ]  |
| Tour de la Bourse        | 800 Square Victoria               | 1964–1992           | 190 / 623     | 47                    | [ 7 ] [ 8 ]   |
| 1000 de La Gauchetière   | 1000 Rue de La Gauchetière West   | 1992–presente       | 205 / 673     | 51                    | [ 1 ] [ 2 ]   |